# Mount Horeb
Mount Horeb é uma vila localizada no estado norte-americano de Wisconsin, no Condado de Dane.

## Demografia
Segundo o censo norte-americano de 2000, a sua população era de 5860 habitantes.
Em 2006, foi estimada uma população de 6573, um aumento de 713 (12.2%).

## Geografia
De acordo com o United States Census Bureau, a vila tem uma área de
7,5 km², dos quais 7,5 km² cobertos por terra e 0,0 km² cobertos por água.

## Localidades na vizinhança
O diagrama seguinte representa as localidades num raio de 20 km ao redor de Mount Horeb.